# Stary Zagór
Stary Zagór – wieś w Polsce, położona w województwie lubuskim, w powiecie krośnieńskim, w gminie Dąbie.
W latach 1975–1998 miejscowość administracyjnie należała do województwa zielonogórskiego.

## Nazwa
W 1295 w kronice łacińskiej Liber fundationis episcopatus Vratislaviensis (pol. Księga uposażeń biskupstwa wrocławskiego) miejscowość wymieniona jest w zlatynizowanej formie Sagor polonicale.